# Стафилины шейкогрудые
Стафилины шейкогрудые (лат. Bledius) — род жуков-стафилинид из подсемейства Oxytelinae (триба Thinobiini). Встречаются в Старом Свете: Палеарктика, Африка, Юго-восточная Азия, Океания. Более 400 видов. Предпочитают побережья рек. Обладают цилиндрическим телом и копательными ногами; живут в вырытых ими норках.

## Список видов
- Bledius annae Sharp, 1911
- Bledius arcticus J.Sahlberg, 1890
- Bledius bernhaueri Poppius, 1909
- Bledius bosnicus Bernhauer, 1902
- Bledius crassicollis Lacordaire, 1835
- Bledius denticollis Fauvel, 1872
- Bledius erraticus Erichson, 1839
- Bledius femoralis (Gyllenhal, 1827)
- Bledius fergussoni Joy, 1912
- Bledius fuscipes Rye, 1865
- Bledius gallicus (Gravenhorst, 1806)
- Bledius jadarensis Helliesen, 1913
- Bledius lativentris Jansson, 1928
- Bledius littoralis Heer, 1839
- Bledius longulus Erichson, 1839
- Bledius opacus (Block, 1799)
- Bledius pallipes (Gravenhorst, 1806)
- Bledius poppiusi Bernhauer, 1902
- Bledius subterraneus Erichson, 1839
- Bledius terebrans (Schiødte, 1866)
- Bledius vilis Mäklin, 1878
- Bledius talpa (Gyllenhal, 1810)
- Bledius tibialis Heer, 1839
- Bledius tricornis (Herbst, 1784)